# La naissance d'un rêve
La Naissance D'Un Rêve è il secondo album in studio registrato dalla band tedesca gothic metal Lacrimas Profundere e uscito nel 1997.

## Tracce
1. A Fairy's Breath – 12:57
2. Priamus – 11:23
3. Lilienmeer – 2:32
4. The Gesture of the Gist – 10:15
5. An Orchid for My Withering Garden – 6:35
6. Enchanted and in Silent Beauty – 11:46